# Zervas Diamantis
Pour les articles homonymes, voir Diamantis.
Zérvas Adamántios Olýmpios Nikoláou, dit Diamantís (en grec moderne : Διαμαντής Νικολάου), né en 1790 à Kalarrýtes ou à Ryákia et mort le 19 janvier 1856 à Kateríni, est un chef et homme politique macédonien.

## Biographie
Avec Anastásios Karatásos (en), il est un des chefs macédoniens lors de la Guerre d'indépendance de la Grèce. Il parvient en septembre 1823 à arrêter les troupes turques à Carystos.
Élu à l'Assemblée nationale d'Argos en juillet 1829, le 16 juin 1844, il est nommé sénateur par le roi Othon Ier.
Jules Verne le mentionne dans le chapitre XI de son roman L'Archipel en feu.